# Ismo Alanko

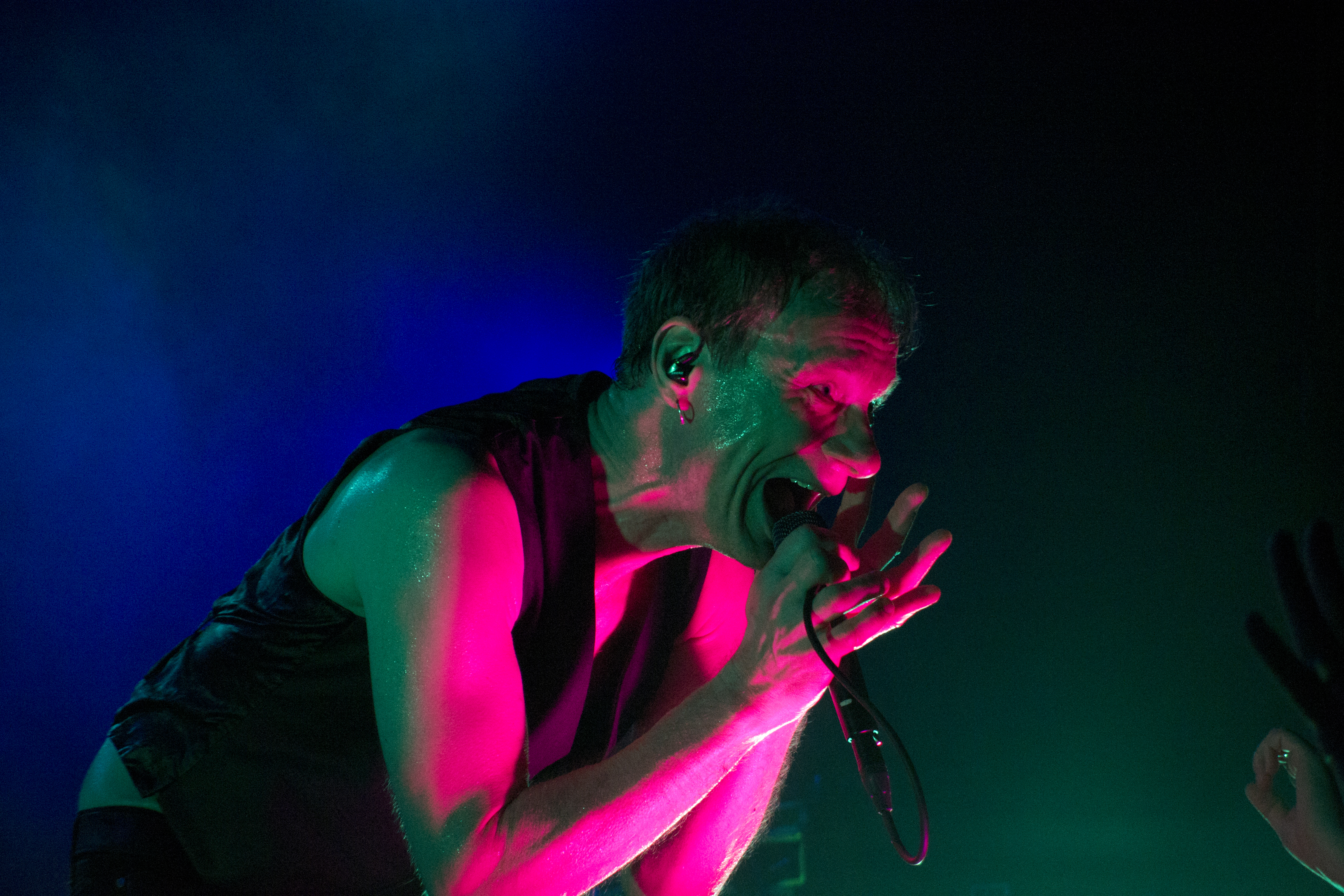
Ismo Alanko, Teatria, 2011-12-10.

Ismo Alanko, född 12 november 1960 i Kervo, är en finsk rockmusiker som inspirerat bland annat Ville Valo. Han startade Hassisen kone 1980. När bandet splittrades startade han ett nytt band, Sielun veljet som är kända för sin rockkonsert i Leningrad från 1989.